# No Shame (Hopsin)
No Shame è il quinto album del rapper statunitense Hopsin, pubblicato nel 2017 da 300 e Atlantic.

## Ricezione
Il disco, «angoscioso e aggressivo», è stroncato dalla critica, che continua a paragonarne scelte e testi a quelli di Eminem. Secondo Sputnikmusic si divide tra rari banger (The Purge) e tracce di basso livello – tra cui Hotel in Sydney, dove fa riferimento all'episodio del suo ban dall'Australia – fino ad arrivare a Happy Ending, «estremamente orribile e incredibilmente razzista». XXL definisce l'album «transitivo» nella carriera del rapper. L'eccesso di dettagli di vita privata narrata da Hopsin è sia criticato sia elogiato. Secondo HipHopDX l'album è «quasi esclusivamente inascoltabile» e «un affare vergognoso». Per Pitchfork il quinto disco di Hopsin è «corrosivo» e «privo di significato», il suo «peggior album della carriera».
| Recensione   | Giudizio |
| ------------ | -------- |
| AllMusic     | misto    |
| HipHopDX     | [ 4 ]    |
| XXL          | [ 3 ]    |
| Sputnikmusic | [ 2 ]    |
| Pitchfork    | [ 5 ]    |

## Tracce
1. Hotel in Sydney – 6:04 (Marcus Hopson)
2. Right Here – 4:55 (Hopson)
3. Twisted – 4:19 (Hopson)
4. Cute in a Suit (Skit) – 1:05 (Hopson)
5. All Your Fault (Remix) – 4:57 (Hopson)
6. Money on the Side – 4:40 (Hopson)
7. I Wouldn't Do That – 4:02 (Hopson)
8. Black Sheep (feat. Eric Tucker) – 5:16 (  - Hopson
  - Rory Quigley
)
9. I Must Be On Somethin – 4:16 (Hopson)
10. Tell'em Who You Got It From – 5:00 (Hopson)
11. The Purge – 3:23 (Hopson)
12. Happy Ending – 4:38 (Hopson)
13. No Words 2 (Skit) – 2:20 (Hopson)
14. Panorama City (feat. Joey Tee) – 4:20 (Hopson)
15. Ill Mind of Hopsin 9 – 4:58 (Hopson)
16. Marcus' Gospel (feat. Michael Speaks) – 4:01 (  - Hopson
  - Michael Speaks
)
17. Witch Doctor – 4:48 (Hopson)

Durata totale: 73:02

## Classifiche settimanali
| Classifica (2017)         | Posizione massima |
| ------------------------- | ----------------- |
| Australia                 | 37                |
| Belgio (Fiandre)          | 186               |
| Canada                    | 60                |
| Paesi Bassi               | 140               |
| Nuova Zelanda Heatseekers | 2                 |
| Stati Uniti               | 42                |
| US Digital Albums         | 7                 |
| US Top Rap Albums         | 14                |
| US Top R&B/Hip-Hop Albums | 19                |